# Mutpuracinus archiboldi
Mutpuracinus archiboldi — вид вимерлих сумчастих ссавців родини Тилацинових (Thylacinidae), що жив у середньому міоцені. 
«Mutpura» є племінним позначенням аборигенів, які проживають в районі Камфілд, грец. kynos — «пес». Вид названо «archiboldi» на честь Яна Арчібальда в знак визнання його вкладу в натуральну історії Північної Території. Викопні рештки знайдені в Північній Території. Голотипним зразком є ліва верхня щелепа, яка містить Р2-3 і M1-4. Визначена Стівеном Ро вага цієї тварини — 1.082 кг (похибка 13%). Розміром він був приблизно з сучасного квола.